# Daniel Nathans
Daniel Nathans (30 tháng 10 năm 1928 – 16 tháng 11 năm 1999) là một nhà vi sinh học người Mỹ, đã đoạt giải Nobel Sinh lý và Y khoa năm 1978.
Ông sinh tại Wilmington, Delaware, là con út trong số 9 anh chị em. Cha mẹ là người Nga gốc Do Thái nhập cư vào Hoa Kỳ. Trong thời kỳ Đại Suy thoái (kinh tế) người cha bị mất việc kinh doanh nhỏ và bị thất nghiệp trong thời gian dài. Nathans đi học trường trung tiểu học công lập, sau đó vào học các môn hóa học, triết học và văn học ở Đại học Delaware. Ông đậu bằng tiến sĩ Y khoa ở Đại học Washington tại St. Louis, Missouri năm 1954. Nathans làm chủ tịch Đại học Johns Hopkins ở Baltimore, Maryland từ năm 1995 tới năm 1996.
Cùng với Werner Arber và Hamilton Smith, Nathans đã đoạt giải Nobel Sinh lý và Y khoa năm 1978 cho công trình phát hiện ra các enzyme giới hạn. Ông cũng được thưởng Huân chương Khoa học Quốc gia năm 1993.
Năm 1999, Trường Y khoa Đại học Johns Hopkins (Johns Hopkins University School of Medicine) loan báo việc thiết lập "Viện Y học di truyền McKusick-Nathans" (McKusick-Nathans Institute of Genetic Medicine) để vinh danh ông sau khi qua đời cùng với Victor McKusick . Năm 2005, "Trường Y khoa Đại học Johns Hopkins" đặt tên một trong bốn phân viện (college) của trường theo tên Dr. Nathans.